# Четырёхдневное сражение
Четырёхдневное сражение (нид. Vierdaagse Zeeslag) — морское сражение между английским и голландским флотами, прошедшее в Ла-Манше с 1 (11) июня — 4 (14) июня 1666 года. Одно из сражений Второй англо-голландской войны.

## Предыстория сражения
В Голландии в течение зимы шли энергичные приготовления, чтобы к весне успеть вооружить большой флот; с надеждой ждали новый год войны, особенно после заключения союзных договоров с Данией и Францией, и объявления этими державами войны Англии. Дания должна была действовать косвенно, запереть Балтийское море флотом из 40 кораблей, но и это имело для английского флота, получавшего оттуда большую часть судостроительных материалов, большое значение.
Большой французский вспомогательный флот (40 кораблей с дюжиной брандеров), высланный из Тулона в январе, дошел до Дьепа лишь в сентябре и ничего не предпринимал против Англии, хотя Франция и Голландия вели долгие переговоры о совместном действии их флотов. Но в качестве «fleet in being» французский флот имел некоторое значение и не мог быть оставлен без внимания; командовал им герцог Бофор; Дюкен был одним из младших флагманов.
В Англии в начале 1666 года усиленно готовились к войне; на вооружение флота были потрачены громадные суммы. В конце мая флоты противников были готовы; число 40-пушечных кораблей у обоих было почти одинаковое — около 70. Малых кораблей у голландцев было больше. 4500 английским пушкам голландцы противопоставляли 4600. Команды у англичан — 21 000 человек, у голландцев — на 1000 человек больше. Командование английским флотом было поручено принцу Руперту и генералу Монку, получившему титул герцога Альбемарль, которые оба одновременно находились на одном корабле. Такое совместное командование — оригинальное явление того времени. Оба они командовали центром, Эскью — авангардом, Аллен — арьергардом. Каждая из трех эскадр была подразделена на 3 отряда с соответственным числом адмиралов. Голландский флот был также разделен на 3 эскадры; авангард вёл Эвертсен-старший, центр, — де Рюйтер, арьергард — Тромп; в каждой из этих трех эскадр имелись 4-5 лейтенант-адмиралов, вице-адмиралов и контр-адмиралов. Собравшийся в полном составе 26 мая за Остендскими отмелями голландский флот смог из-за штилей лишь 31 мая выйти против врага, стоявшего с 29 мая в Даунсе. Он был многочисленнее английского, но из-за большого водоизмещения английских кораблей и их более тяжёлых пушек равен ему по силе. Итак, шансы на успех были равны, но Англия сделала грубую стратегическую ошибку.
Карл II приказал направить часть флота навстречу французам, чтобы помешать их соединению с де Рюйтером; он настоял, чтобы принц Руперт пошёл к острову Уайт, забрал там 10 кораблей, идущих из Плимута, и, увеличив таким образом свои силы, напал на французов. Таким образом, флот 31 мая разделился: принц Руперт пошёл с 20 кораблями на запад, Монк направился против де Рюйтера, имея всего 58 больших кораблей, против 84 голландских.
Четырёхдневный бой, начатый 1 июня, следует признать одним из наиболее важных и замечательных, и, бесспорно, самым большим сражением в новой военно-морской истории, не только по последствиям и по упорству, с которым флоты в течение четырёх дней оспаривали друг у друга победу, но и по различным тактическим приемам обоих флотоводцев. Недостаток подробности тогдашних военно-морских донесений в этом случае особенно сказывается, хотя многочисленные описания боя дают возможность составить о нём довольно ясную картину. Кроме того, сохранились приказы де Рюйтера перед боем.

## Инструкции перед сражением

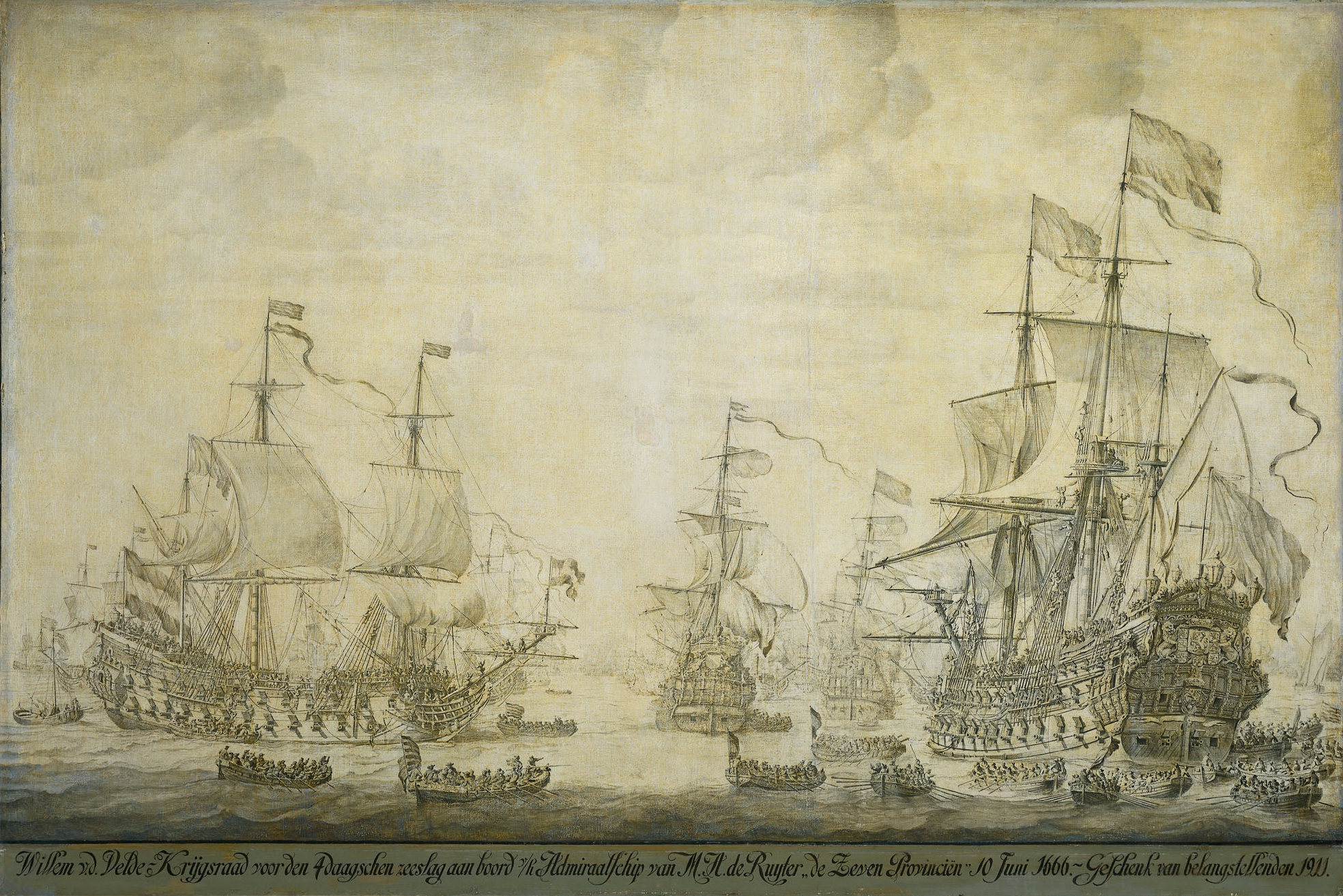
Виллем ван де Вельде Старший. Военный совет на De Zeven Provinciën (1665), 1666

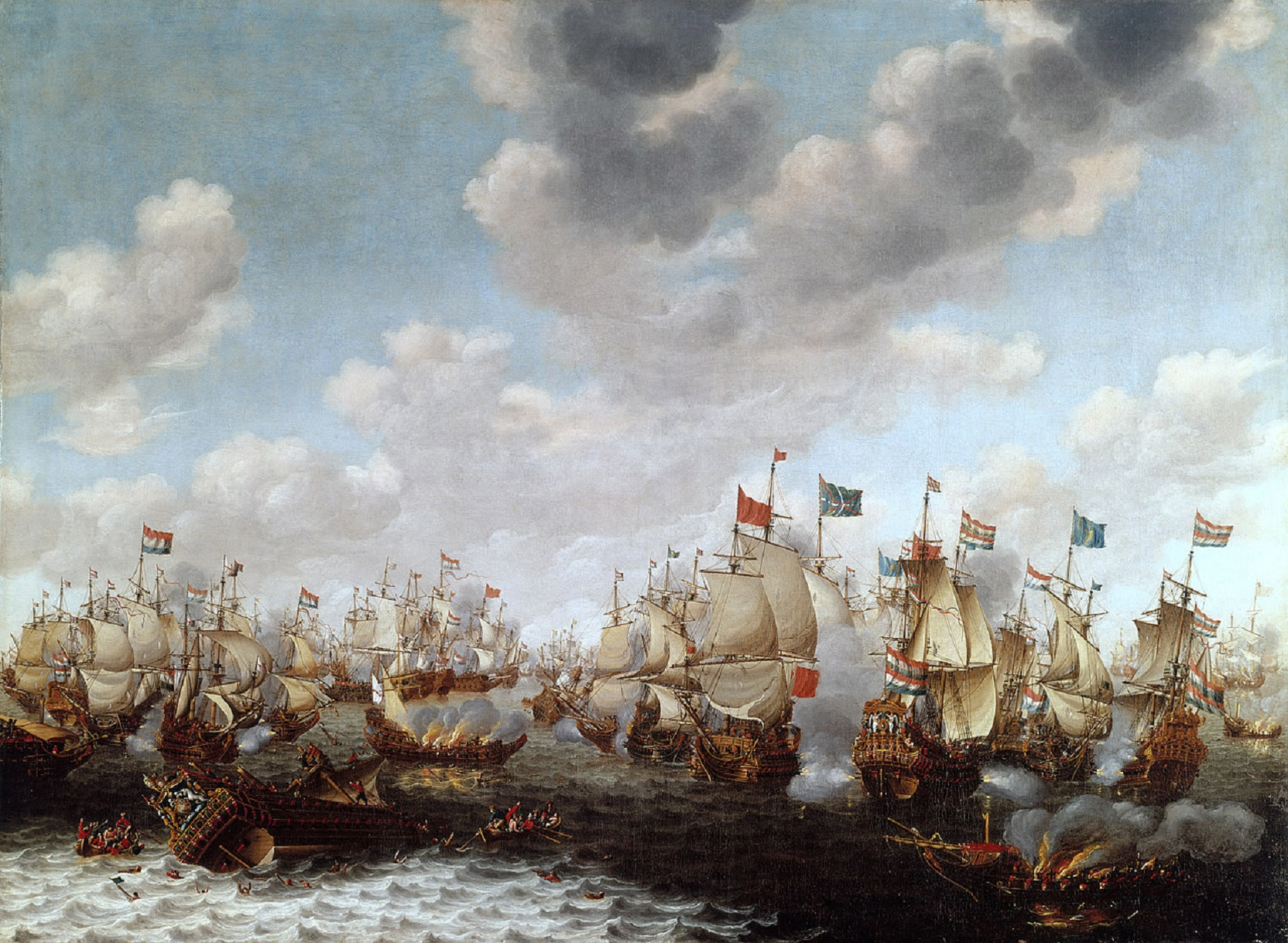

Ниже приведены выписки из 14 приказов де Рюйтера своим флагманом и командирам.
1 и 2 приказы делят флот на 3 сдвоенных эскадры:
- Авангард: Эвертсен-старший и де Врис.
- Центр: де Рюйтер и ван Нес.
- Арьергард: Тромп и Меппел.

Походный строй был выработан с таким расчетом, чтобы можно было, как только покажется неприятель, немедленно перестроиться в боевой порядок в бейдевинд.
3-й приказ содержит более точные разъяснения: «Если неприятель на ветре и начинает бой, адмиралы авангарда (Эвертсен-старший и де Врис) должны, следуя со своими эскадрами на малых расстояниях друг от друга, занять место впереди и с наветра главных сил; арьергард (Тромп и Меппел) с наветра и позади последних».
4-й и 5-й приказы делят каждую эскадру на 3 отряда и настаивают на точном сохранении строя в кильватерной колонне, чтобы не мешать стрельбе передних и задних мателотов.
6-й приказ предписывает адмиралам указывать брандерам их места и назначать быстроходные фрегаты для помощи поврежденным кораблям и спасения их экипажа.
7-й приказ гласит: «Если флот окажется на ветре у неприятеля, он должен стараться сохранить наветренное положение; идя в бейдевинд левым галсом, вице-адмиралу Банкерсу следует держаться впереди с подветра, шаутбенахту Эвертсену-среднему — сзади с подветра от лейтенант-адмирала Эвертсена-старшего. То же положение занять вице-адмиралу Кондерсу и шаутбенахту Брунсфельту относительно лейтенант-адмирала де Вриса».
9-й и 10-й приказы определяют то же для кордебаталии и арьергарда и для всех трех эскадр при плавании в бейдевинд правым галсом.
Этот боевой порядок дает наглядное представление о предполагаемой тактике де Рюйтера, о построении отдельных эскадр, если неприятель под ветром. Арьергард и авангард имеют одинаковый строй; кордебаталия состоит из 4 отрядов и является одновременно главными силами и резервом, всегда готовым устремиться туда, где нужно подкрепление.
Этим достигается простота соблюдения строя, так как одна длинная тесно сомкнутая кильватерная колонна невозможна, достигается удобное наблюдение флагманов за подчиненными им кораблями, облегчается поддержка в случае надобности, что дает чувство большей безопасности; беспорядок в ордере вследствие неопытности командиров кораблей менее сказывается, сигнализация облегчается. Главный недостаток — большая возможность разрывов в строю.
10-й приказ касается сигналов, по которым флот или отдельные эскадры должны переходить к самостоятельному бою.
11-й приказ предписывает командирам точно соблюдать строй, определяя за ошибки штрафы (на первый раз — 25 гульденов, далее — 50 гульденов и т. д.).
12-й приказ предписывает малым кораблям при входах и выходах флота давать дорогу большим.
13-й приказ касается дозоров.
14-й приказ устанавливает призовые правила.
В дальнейших приказах де Рюйтер дает добавления и объяснения, стараясь разобрать все мелочи и предвидеть все возможные случайности.

## Первый день сражения

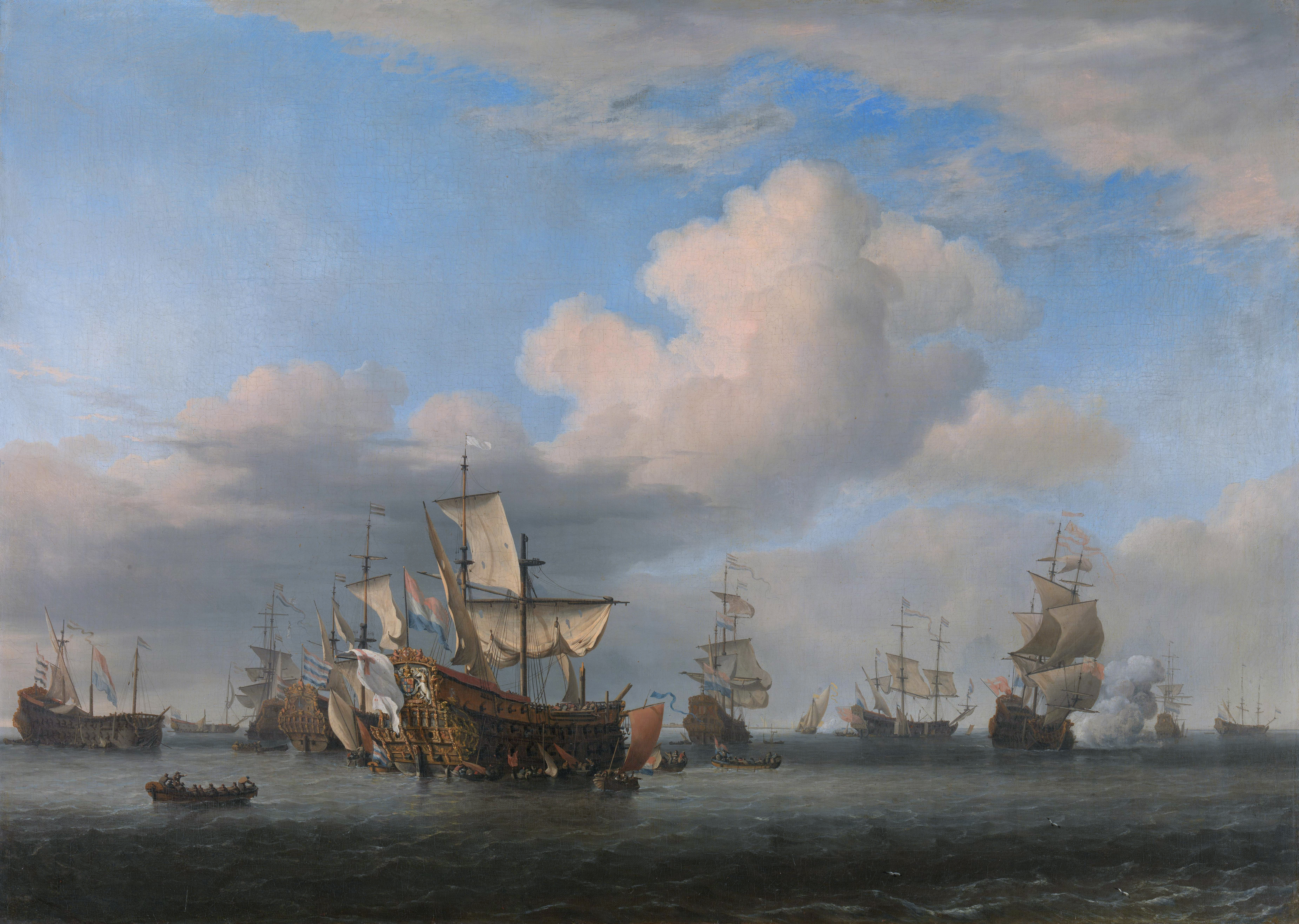
Виллем ван де Вельде Старший. Голландцы захватывают HMS Swiftsure, Seven Oaks and Loyal George, поднимая голландские флаги

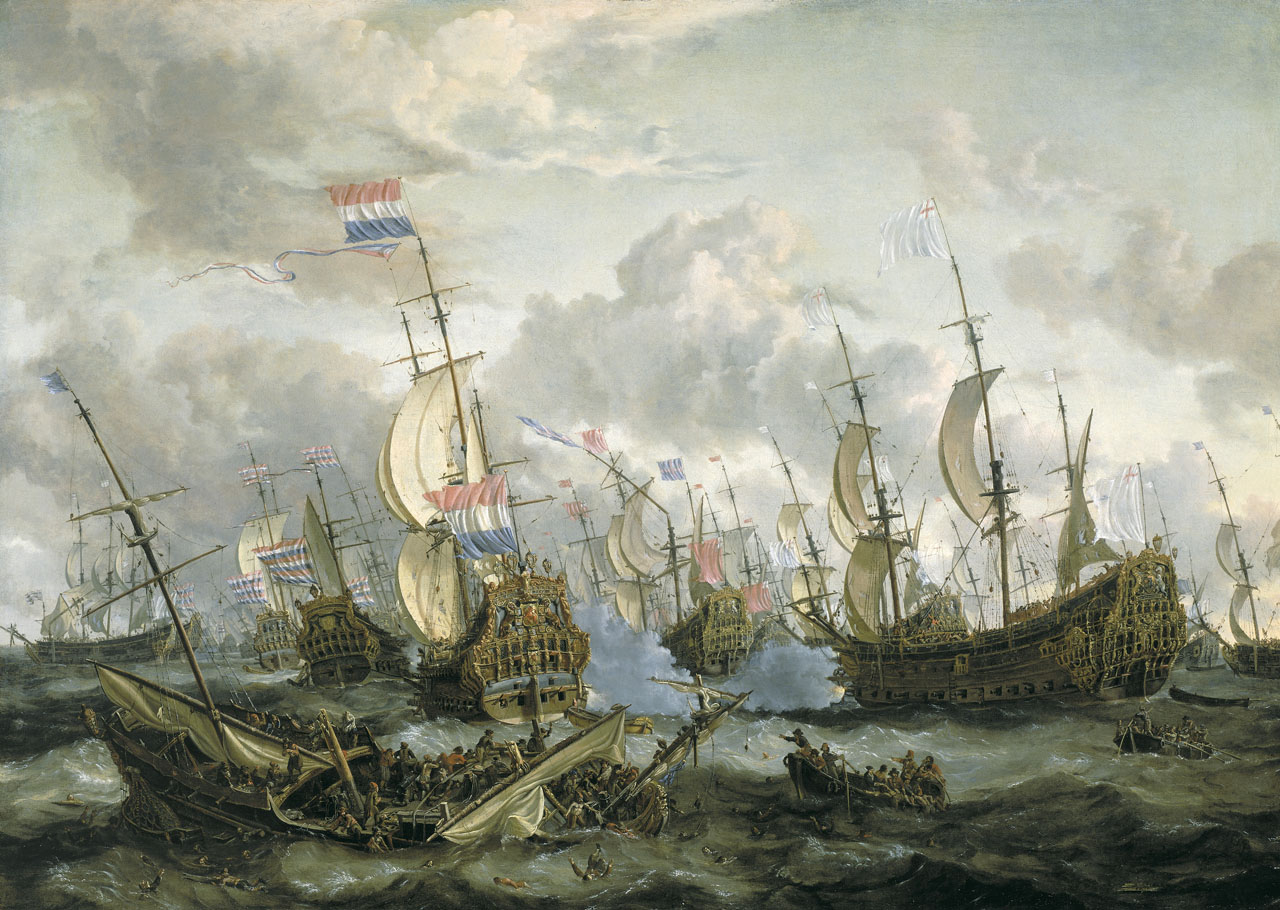
Абрахам Сторк: «Четырёхдневное сражение», Гринвич, National Maritime Museum

В ночь на 1 июня оба флота из-за тумана стали на якорь посредине между берегами Ла-Манша, восточнее места, где происходило Габардское сражение. 1 июня в 9 часов утра, при свежеющем зюйд-зюйдвесте, оба флота увидели друг друга, причем более слабые англичане немедленно снялись с якоря и бросились на неприятеля, желая использовать своё выгодное наветренное положение. Советники — моряки Монка — тщетно старались ему доказать, что при сильном ветре корабли будут сильно крениться и придется задраить нижние порты. Де Рюйтер по той же причине не ожидал нападения, благодаря чему большинству его командиров пришлось рубить якорные канаты, чтобы иметь время выстроить линию.
Монк пошел на восток и вскоре сблизился с противником, который лег курсом на юго-юго-восток в бакштаг правым галсом; Тромп был значительно впереди него. Монк также привел к ветру и со своим тесно сомкнутым флотом (35 кораблей) начал жестоко наседать на Тромпа; это было около полудня. Постепенно стали подходить центр и арьергард голландцев и отставшие английские корабли. Эскадре Тромпа сильно доставалось, ему самому пришлось перейти на другой корабль. Из опасения сесть на мель англичане в 4 часа повернули через фордевинд все вдруг; Тромп последовал их примеру. Благодаря этому головные корабли англичан сошлись с центром де Рюйтера и понесли большие потери. Подошедший Эвертсен был вскоре убит: англичане потеряли своего 27-летнего вице-адмирала Беркли. Обеим потерям предшествовали особо горячие схватки окружавших своих адмиралов кораблей: «Свифтшур», а затем «Севен Оакс» (англ. Seven Oaks) и «Лойял Джордж» (англ. Loyal George) были захвачены. Лишь при наступлении полной темноты прекратились одиночные бои; англичане направились дальше к северо-западу, а голландцы энергично принялись за ремонт своих поврежденных кораблей.
Этот первый день не дал ни той, ни другой стороне решительного успеха, на что англичане, благодаря их сравнительной слабости, и не могли рассчитывать. Превосходная атака Монка, направленная на часть противника, дала ему возможность нанести неприятелю существенный вред. У голландцев сожжены 2 корабля («Hof van Zeeland» и «Duivenvoorde»), тогда как англичане потеряли 5, из них 3 захвачены и 2 потоплены. Три голландских легко поврежденных корабля были посланы отвести в порт призы; два сильно пострадавших флагманских корабля «Liefde» и «Groot Hollandia» должны были уйти в свои порты.
План де Рюйтера был нарушен поспешностью и необдуманностью Тромпа; последнему следовало подождать подхода центра и арьергарда, чему обстоятельства весьма благоприятствовали.
Недостаточная опытность голландцев, их более слабая артиллерия, недисциплинированность младших флагманов и худшие мореходные качества кораблей не дали им возможности одержать решительной победы.

## Второй день сражения

План битвы

На следующее утро, при слабом зюйд-весте, положение противников было следующее; 47 английских кораблей с наветра, 77 голландских под ветром. Оба флота пошли контр-курсами. Тромп, шедший в арьергарде, заметил беспорядочный строй голландцев и, сделав поворот оверштаг, пошел в крутой бейдевинд, чтобы выиграть (на свой риск) у неприятеля наветренное положение. Так как во время начавшегося боя два голландских флагманских корабля авангарда спустились под ветер, произведя большой беспорядок в боевой линии, де Рюйтеру тоже пришлось спуститься, чтобы выровнять строй. Задуманный Тромпом манёвр оказался очень для него опасен; он опять должен был перенести флаг на другой корабль и потерял одного из младших флагманов. Де Рюйтер спас его своим маневром, направленным на то, чтобы, повернув на другой галс, захватить наветренное положение; Монк предпочел остаться на принятом только что западном курсе.
Голландцы шли в полнейшем беспорядке без всякого строя. Когда Монк снова, в третий раз, пошел навстречу голландцам, де Рюйтер успел несколько выровнять линию. Сам он находился в хвосте и поэтому передал командование адмирал-лейтенанту ван Несу. По другим сведениям, де Рюйтер дважды прорывал линию англичан, выручая отрезанные корабли. Поскольку строй к тому времени был потерян, все эти описания следует принимать с долей скептицизма.
Монк, пройдя, по некоторым сведениям, в четвёртый раз контр-курсом, ушел к западу. Оба флота насчитывали те же потери, что и в предыдущий день: 6 английских кораблей затонуло, 1 сгорел. По другим сведениям, «Anne», «Bristol», «Baltimore» в течение дня вышли из боя и укрылись в портах, «Loyal Subject» был списан вчистую по приходе, а «Black Eagle» подал сигнал бедствия, но развалился до подхода помощи. Во время преследования Монк построил свои менее поврежденные корабли в строй фронта для прикрытия шедших впереди сильно поврежденных.
С голландской стороны «Pacificatie», «Vrijheid», «Provincie Utrecht», «Calantsoog» вернулись в порты из-за повреждений.
Опять-таки недостаточная дисциплинированность младших флагманов и, в связи с ней, разделение флота, не дали де Рюйтеру одержать победы. Лишь его быстрый и правильный манёвр спас арьергард.
Английский флот ничем не проявил себя; складывается впечатление, будто Монк направил все свои усилия лишь на ведение боя в стройной кильватерной колонне, совершенно не стараясь использовать ошибок противника.

## Третий день сражения

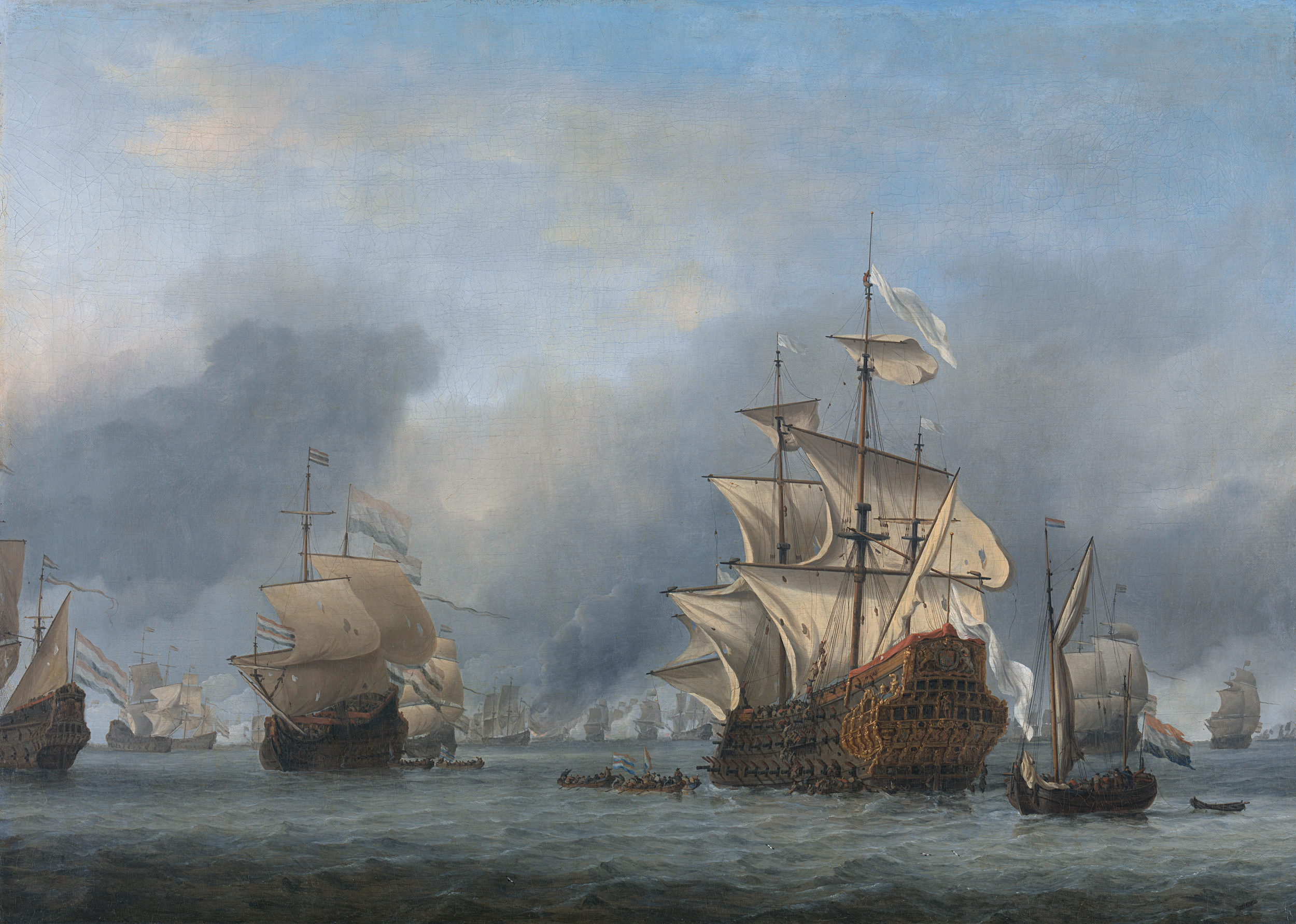
Виллем ван де Вельде Младший: Сдача корабля Prince Royal

На следующий день положение флотов оставалось неизменным; англичане продолжали отходить к западу. Голландцы (командовал все ещё Ван Нес), преследовали широким фронтом, как для захвата отставших, так и чтобы избежать кормовых 32-фунтовых пушек «больших кораблей». Стрельба велась очень редкая, на дальних расстояниях.
Монк стремился во что бы то ни стало соединиться с принцем Рупертом, отчего приказал держать прямой курс через мель Галлопер. Тяжелую потерю понесли англичане: один из лучших их кораблей, Prince Royal, флагман адмирала Эскью, сел на южную оконечность мели, где был захвачен голландцами под командованием Исаака Свирса и сожжен. Это был первый и последний случай в британской истории, когда столь высокопоставленный адмирал был взят в плен со своим кораблем. Двум другим кораблям удалось сняться с мели и уйти.
В полдень показался принц Руперт, уже давно получивший из Лондона приказание вернуться. Несмотря на попытки ван Неса им помешать, англичане соединились до наступления темноты, и теперь оба флота стремились начать решительный бой: 64 голландских против 60 английских кораблей, но из последних 23 совершенно свежих.

## Четвёртый день сражения
Де Рюйтер прошел ночью несколько далее на восток и созвал утром 4 июня всех командиров, чтобы им прочесть серьёзное наставление — англичане стали сильнее голландцев.
По словам де Рюйтера к капитанам, четвёртый день должен был быть решительным — и он им стал. Ветер зюйд-зюйдвест, довольно свежий, оба флота на параллельных курсах, голландцы с наветра. Англичане начали атаку в линейном строю. Сэр Кристофер Мингс командовал авангардом, принц Руперт центром, Монк арьергардом. Но голландцы, пользуясь наветренным положением, сами решительно атаковали с юго-запада. Атака англичан приостановилась.
Бой начался на самых близких дистанциях. Линии обоих флотов из-за слабого ветра и порохового дыма расстроились, даже несколько перепутались; часть голландцев спустилась довольно далеко под ветер сквозь линию англичан, разыгрался ряд жарких одиночных боев, о маневрировании не могло быть и речи. Де Рюйтер с тремя дюжинами своих лучших кораблей упорно держался на ветре англичан; тогда Тромп, собрав упавшие под ветер корабли и соединившись с преследовавшим несколько английских кораблей адмиралом ван Несом, бросился на помощь де Рюйтеру и напал на врага с подветренной стороны, поставив таким образом его в два огня. Заметив этот манёвр, де Рюйтер решил использовать создавшееся положение: по особому сигналу (ярко-красный флаг), он спускается со всеми своими кораблями и врезается в беспорядочную линию неприятеля.
Те же события по другим отчетам выглядят так: де Рюйтер планировал расстроить английскую линию, прорвав её в трех местах, затем уничтожить отрезанные части, прежде чем напасть на основные силы. В одиночной схватке «Ridderschap» вице-адмирала Яна де Лефде и «Victory» Мингса сошлись вплотную. Сэр Мингс был смертельно ранен. Англичане перегруппировались и попытались прорваться к югу, сделав четыре галса контр-курсами, но Тромп и ван Нес их окружили. Тогда Монк сделал поворот фордевинд к северу. Эскадра Тромпа была рассеяна, Landman подожжен брандером. Ван Нес был вынужден отойти. Де Рюйтер, опасаясь проигрыша и стремясь разом решить бой, поднял сигнал (красный флаг) и мимо Руперта двинулся на Монка, стремясь атаковать его с тыла. Когда Руперт попытался сделать то же самое с ним, три последовательных выстрела свалили мачты «Royal James», и «зеленая» эскадра целиком вышла из боя к югу, прикрывая и буксируя поврежденного флагмана. Теперь ничто не мешало де Рюйтеру напасть на Монка, и основные силы английского флота были разбиты. Англичан отчасти подвела их собственная хорошая выучка: стреляя чаще, к концу четвёртого дня многие уже истратили весь порох. Четверо отставших были захвачены в плен: «Clove Tree» (бывший ост-индский купец «Nagelboom»), взятый «Wassenaar’ом», «Convertine» и запутавшийся в снастях «Essex», и «Black Bull», взятый фризским контр-адмиралом Хендриком Брунсвельтом. «Black Bull» позже затонул.
Бой велся с крайним ожесточением, брандерам неоднократно представлялся случай действовать. Наконец, в 7 часов вечера англичане начинают отступать, потеряв более двенадцати кораблей. Сильно засвежевший ветер мешал продолжать бой; когда наступил туман, неприятели потеряли друг друга из виду. Де Рюйтер на следующее утро ушел к Остенде, так как у него не хватало боевых припасов и корабли требовали серьёзного ремонта.

## Потери сторон
Это была самая крупная битва Второй Англо-голландской войны. Некоторые утверждают, что она закончилась вничью, так как обе стороны вначале заявили о своей победе. Сразу после боя капитаны Руперта, не видевшие окончательного исхода, заявили, что де Рюйтер отступил первым. По тогдашним нормам это означало признание превосходства противника. Хотя голландцам пришлось прекратить преследование, они разбили английский флот.
Последний потерял около 20 кораблей (из них половина была захвачена), 5000 убитыми и ранеными и 3000 пленными. Голландцы потеряли 6 кораблей (по другим сведениям 4: «Spieghel» не желал тонуть, и был в итоге починен), ни одного не было захвачено, и около 2500 убитыми и ранеными.

## Итог
Блестящая победа голландцев и полное поражение англичан были результатом этого четырёхдневного боя. Свою победу голландцы не использовали — они были не в состоянии это сделать, так что не было и речи об уничтожении неприятеля и овладении господством на море. Те же ошибки были снова повторены обеими сторонами; но слава де Рюйтера сияла ярче, чем когда-либо. Сведения о бое, официальные и частные, из голландских, английских и отчасти французских источников сильно разнятся, по этой причине нельзя нарисовать совершенно точной картины боя; восстановить её можно лишь приблизительно.